# 伊豆方言
伊豆方言（いずほうげん）は、静岡県の伊豆地方で話されている日本語の方言。旧駿河国の沼津市や御殿場地域でも同じような方言が話される。
伊豆半島沿岸部では漁師町が多いため、浜言葉との類似性が高い。東京都に属する伊豆諸島北部（大島支庁、三宅支庁管内）は「北部伊豆諸島方言」とされ、伊豆方言と類似性が高い言語とされる。

## 音声
アクセントは中輪東京式。第二拍に撥音・引き音・連母音後部iが来る「金・銀・用・塔・貝・杭」などを、伊豆半島南部では尾高型に発音する。
音韻は他の東海東山方言と共通だが、母音の無声化が起こり、西関東方言的な特徴も併せ持つ。
また連母音の融合が広く聞かれる。

## 主な文法
- 断定の助動詞は東日本方言の特徴である「だ」であり、打ち消しは「ない、ねえ」を用いる。
- 活用はワ行五段動詞、形容詞連用形とも東日本方言の特徴である促音便となるが、サ行五段動詞はイ音便である。例）うついた（写した）
- 命令形は富士川を境に、東側は「…ロ」である。（富士川以西は「…ョー」）
- 推量は「ずら、ら」を用いるが、一部地域は「ベー」も用いる。意思、勧誘は主に「…う」と「…べー」が用いられる。